# Burni (manzana)
Burni es el nombre de una variedad cultivar de manzano (Malus domestica). Esta manzana está cultivada en diversos viveros entre ellos algunos dedicados a conservación de árboles frutales en peligro de desaparición. La manzana 'Burni' es originaria de Guipúzcoa, y actualmente se cultiva debido a su sabor dulce para manzana fresca de mesa, y muy apreciada en la elaboración de sidra.

## Sinónimos
- "Manzana Burni",
- "Burni Sagarra",[6][7]
- ""Burdintxa", en la zona de Ergobia
- "Burdin-Sagarra".[8]

## Historia
'Burni' es una variedad de manzana cultivada en el País Vasco, está considerada incluida en las variedades locales autóctonas muy antiguas, cuyo cultivo se centraba en comarcas muy definidas, en este caso es una de las manzanas sidreras que quedan en el Ergobia. Se caracterizaban por su buena adaptación a sus ecosistemas y podrían tener interés genético en virtud de su adaptación. Estas se podían clasificar en dos subgrupos: de mesa o de cocina, y de sidra (aunque algunas tenían aptitud mixta). Es muy apreciada en elaboraciones culinarias y muy importante en la elaboración de sidra en el país vasco por su sabor dulce.
'Burni' es una variedad mixta, clasificada como muy buena en la elaboración de sidra, también se utiliza como postre de mesa en fresco por su sabor dulce; difundido su cultivo en el pasado por los viveros comerciales y cuyo cultivo en la actualidad se ha reducido a huertos familiares. Variedad presente en Guipúzcoa, abundante en la zona de Ergobia.

## Características
El manzano de la variedad 'Burni' tiene un vigor alto, es árbol de mediana producción; florece a finales de abril.
La variedad de manzana Burni tiene un fruto de tamaño mediano; forma achatada y redonda, no muy atractiva a la vista; piel gruesa, dura, áspera; con color de fondo verde amarillento, siendo el color del sobre color rojo, importancia del sobre color débil, distribución del color chapa mitad verde, mitad rojo, con lenticelas pardas (de ruginoso-"russeting") sobre el verde y amarillentas sobre la cara roja, sensibilidad al ruginoso-"russeting" (pardeamiento áspero superficial que presentan algunas variedades) medio a débil; pedúnculo de tamaño muy pequeño, casi no tiene pedúnculo de lo corto que es, anchura de la cavidad peduncular media, profundidad de la cavidad pedúncular es media; cáliz grande y semicerrado, profundidad de la cav. calicina bastante más grande que la peduncular, de anchura grande con plisamientos en la pared. 
Carne de color blanco verdosa, con textura no muy dura algo esponjosa, de regular zumo y aroma; el sabor característico de la variedad, dulce; corazón de tamaño medio, desplazado. Eje abierto. Cavidades casi imperceptibles. Semillas aristadas, puntiagudas, de tamaño medio, color marrón claro uniforme.
La manzana 'Burni' tiene una época de recolección a principios de otoño, madura en octubre, de larga duración. Tiene uso mixto pues se usa como manzana de postre en fresco en mesa, y también como manzana para la elaboración de sidra, como manzana sidrera es una variedad dulce muy apreciada.